# Christophe Detilloux
Christophe Detilloux (Rocourt, 3 mei 1974) is een voormalig Belgisch wielrenner.

## Overwinningen
1997
- Les Boucles de l'Artois

2004
- GP Alphonse Schepers

## Resultaten in voornaamste wedstrijden
| Jaar | Ronde van Italië | Ronde van Frankrijk | Ronde van Spanje |
| ---- | ---------------- | ------------------- | ---------------- |
| 1997 |                  |                     |                  |
| 1998 |                  |                     |                  |
| 1999 |                  |                     | opgave           |
| 2000 |                  |                     |                  |
| 2001 |                  |                     |                  |
| 2002 | 118e             |                     |                  |
| 2004 | opgave           |                     |                  |
| 2005 | opgave           |                     |                  |
| 2006 |                  |                     | buiten tijd      |

| Jaar | Gent-Wevelgem | Ronde van Vlaanderen | Parijs-Roubaix | Parijs-Brussel |
| ---- | ------------- | -------------------- | -------------- | -------------- |
| 1997 |               |                      |                | 55e            |
| 1998 |               |                      |                | 20e            |
| 1999 | 33e           |                      | 54e            |                |
| 2000 |               |                      |                | 22e            |
| 2001 | 48e           |                      |                |                |
| 2002 |               |                      |                |                |
| 2004 |               |                      |                |                |
| 2005 |               | 49e                  |                |                |
| 2006 |               |                      |                |                |